# Lộ Hoàn
Lộ Hoàn là một trong hai đảo của đặc khu hành chính Ma Cao, nằm ở ngay phía nam của một đảo chính khác của Ma Cao là Đãng Tử, và nằm ở phía đông của đảo Hoành Cầm (横琴岛) thuộc Chu Hải của Quảng Đông. Lộ Hoàn vốn là một đảo riêng, song đã được nối liền với đảo Đãng Tử thông qua một khu vực lấn biến là Lộ Đãng Thành.

## Tên gọi
Lộ Hoàn từng được gọi là Cửu Áo Sơn (tiếng Trung: 九澳山; Việt bính: Gau2 Ou3 Saan1, được chuyển tự sang tiếng Bồ Đào Nha là Ká-Hó) và Diêm Táo Loan (tiếng Trung: 鹽灶灣; Việt bính: Yim4 Jou3 Waan1). Tên tiếng Bồ Đào Nha của đảo, "Coloane", bắt nguồn từ cách phát âm trong tiếng Quảng Đông của Quá Lộ Hoàn (tiếng Trung: 過路環; Việt bính: Gwo3 Lou6 Waan4)).

## Địa lý
Đảo Lộ Hoàn có diện tích khoảng 7,6 km², nhân khẩu năm 2011 là khoảng 4.300 người. Đảo Lộ Hoàn dài khoảng 4 km và cách bán đảo Ma Cao 5,6 km. Đảo Lộ Hoàn được nối với đảo Đãng Tử bằng một cầu đường đắp cao dài 2,2 km, tuy nhiên việc cải tạo đất lấn biến đã kết nối hai đảo này và một khu đô thị mới gọi là Lộ Đãng Thành đã được xây dựng trên vùng đất đó, trong đó có nhiều casino.
Trên đảo Lộ Hoàn có nhiều cảnh quan tự nhiên như rừng, đồi núi, bãi biển, như bãi biển Hắc Sa (黑沙海灘), Trúc Loan (竹灣).
Phần hẹp nhất của đảo Lộ Hoàn rộng 300 mét. Các đỉnh cao nhất của Ma Cao nằm ở phía đông và trung tâm của đảo Lộ Hoàn, với đảo cao nhất là Tháp Thạch Đường Sơn (塔石塘山, Alto de Coloane) cao trên 170 mét.

## Lịch sử
Từ thời Nhà Tống, Lộ Hoàn là nơi sản xuất muối từ nước biển, Lộ Hoàn xưa thuộc về huyện Hương Sơn của tỉnh Quảng Đông, đến năm 1864 thì bị Bồ Đào Nha chiếm lĩnh và trở thành một bộ phận của Ma Cao. Trăm năm trước đây, khi bán đảo Ma Cao dần dần phát triển thành điểm mậu dịch giữa Trung Quốc và phương Tây, Lộ Hoàn vẫn là một nơi bị ám ảnh bởi nạn hải tặc. Khi đó, Lộ Hoàn là một nơi hoang vu, cỏ dại mọc um tùm, địa thế dốc đứng, ngoài trừ thợ săn ra thì là một nơi hẻo lánh không có người ở. Năm 1910, đã xảy ra giao chiến giữa quân Bồ Đào Nha và hải tặc, gọi là "thảm án Lộ Hoàn" (路環慘案). Đến năm 1910 thì hải tặc đã bị trục xuất khỏi Lộ Hoàn, ngày nay trên đảo vẫn còn "bia kỉ niệm đánh hải tặc".

## Kinh tế
Trong quá khứ, ngư nghiệp là ngành kinh tế chủ đạo trên đảo Lộ Hoàn, với một vài xưởng tàu. Đảo Lộ Hoàn có nhà máy xi măng và nhà máy phát điện. Do kinh tế Ma Cao phát triển bùng nổ, trên đảo cũng xuất hiện các dự án quy mô lớn. Trong đó có khu bến cảng Container Cửu Áo ở vịnh Cửu Áo (九澳港) phía tây đảo.